# Permitivita vakua
Permitivita vakua (též absolutní permitivita) je fyzikální konstanta, která se značí {\displaystyle \varepsilon _{0}}.
Po redefinici SI přestala být od r. 2019 pevnou konstantou s přesnou hodnotou – nyní je její hodnota závislá na experimentálním určení.
Permitivita vakua se vyskytuje např. v Coulombově zákoně pro elektrickou sílu mezi dvěma elektricky nabitými tělesy ve vakuu (v konstantě úměrnosti {\displaystyle k={\frac {1}{4\pi \varepsilon _{0}}}}, zvané v některých publikacích Coulombova konstanta).
Velikost permitivity vakua nezávisí na směru ani rychlosti pohybu pozorovatele, což souvisí s teorií relativity.

## Vzorce
- Její aktuální doporučovaná hodnota v soustavě SI je: {\displaystyle \varepsilon _{0}=8,854\,187\,8188(14)\cdot 10^{-12}\,\,\mathrm {F\cdot m^{-1}} }[1]
- Vyjadřuje poměr mezi elektrickou indukcí D a intenzitou elektrického pole E: {\displaystyle \varepsilon ={\frac {D}{E}}}[2]
- Spolu s permeabilitou vakua figuruje ve vzorci pro rychlost světla ve vakuu: {\displaystyle c={\frac {1}{\sqrt {\varepsilon _{0}\mu _{0}}}}}